# Gentleman cambrioleur
Pour le film sorti en 1958, voir Gentleman cambrioleur (film).
Pour l'épisode de série télévisée, voir Saison 4 de New York, section criminelle#Épisode 8 : Gentleman cambrioleur.
 (mai 2025).

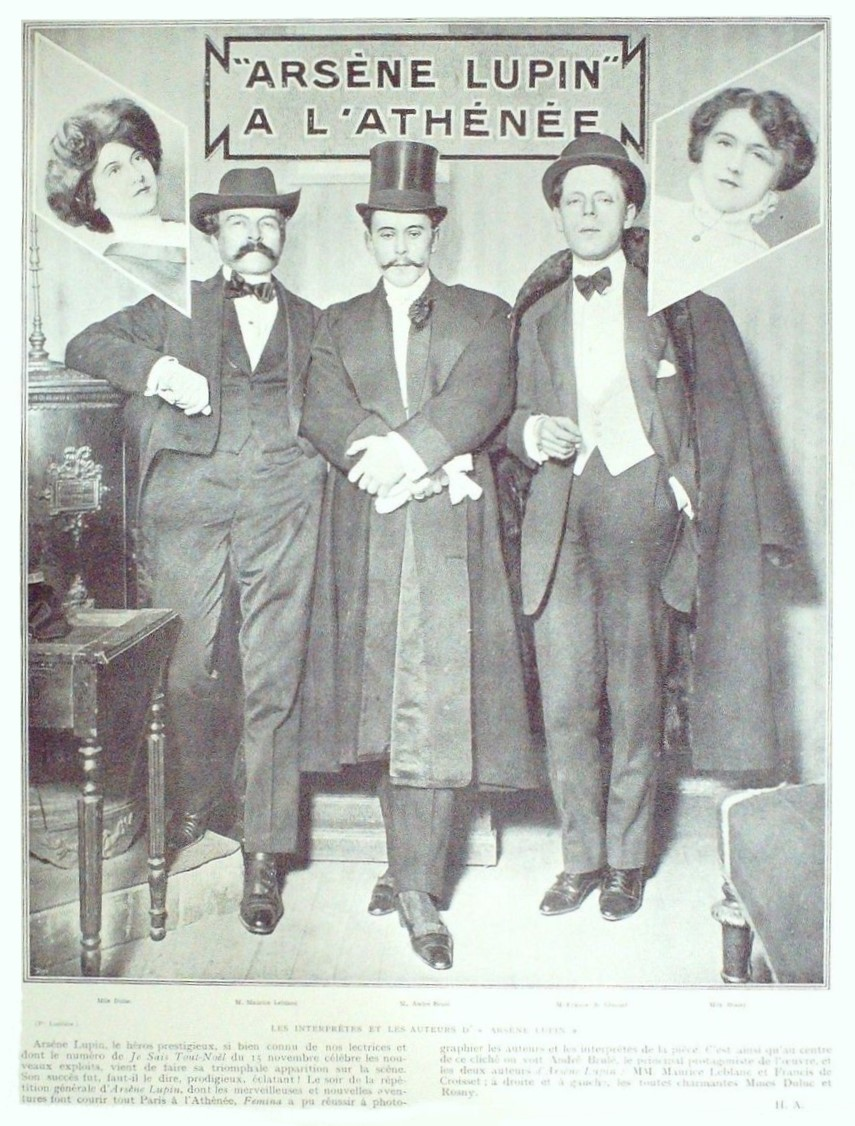
Arsène Lupin à L'Athénée, interprété par André Brulé, Femina, no 188, 15 novembre 1908.

Dans la fiction, le gentleman cambrioleur se distingue par sa double vie de personne mondaine d'un côté et sa vie de cambrioleur de l'autre, agissant avec élégance et raffinement. L'adjectif « gentleman » suppose que son côté mondain déteigne sur son activité illicite, c'est-à-dire qu'il s'agisse d'un cambrioleur aux bonnes manières et qui ne fait jamais ou rarement usage d'une arme ou de quelconque brutalité.

## Origine de l'expression
L'expression a été rendue célèbre par le romancier Maurice Leblanc qui l'a utilisée en 1907 dans le premier titre de sa série « Arsène Lupin, gentleman-cambrioleur ».

## Œuvres mettant en scène un gentleman cambrioleur

### Littérature
- Rocambole créé en 1857 par Pierre Ponson du Terrail.
- Arthur J. Raffles (A.J. Raffles) est un gentleman cambrioleur créé en 1898 par Ernest William Hornung.
- Arsène Lupin est un gentleman cambrioleur créé en 1905 par Maurice Leblanc.
- Le Baron est un gentleman cambrioleur anglais, créé en 1937 par Anthony Morton.
- Le Saint créé en 1928 par Leslie Charteris

### Théâtre
- Le voleur dans la pièce Scrupules d'Octave Mirbeau (recueilli dans ses Farces et moralités).

### Bandes dessinées
- Lupin III, mettant en scène le petit-fils d'Arsène Lupin.
- Les Enquêtes de Kindaichi, où Hajime fait face de temps en temps à un cambrioleur maître du déguisement surnommé « Gentleman Thief ».
- Détective Conan, où Conan fait face de temps en temps à un jeune cambrioleur surnommé « Kid l'Insaisissable » (Kaitô Kid).
- Cat's Eye, manga dans lequel on suit la vie d'un trio de femmes prévenant toujours la police avant de commettre ses méfaits.
- Le Voleur aux cent visages de Clamp, où le personnage d'Akira joue le rôle de gentleman cambrioleur.
- Fantomius

### Films
- Haute Pègre
- La Panthère rose
- Le Château de Cagliostro
- Hudson Hawk, gentleman et cambrioleur
- Haute Voltige
- Thomas Crown
- Ocean's (série de films)
- Gentlemen cambrioleurs

### Musique
- Gentleman cambrioleur est une chanson interprétée par Jacques Dutronc (né en 1943) ; les auteurs sont Yves Dessca (né en 1949) et Alain Boublil et Jean-Pierre Bourtayre pour la musique.
- En 2009, le chanteur Garou a repris le célèbre titre de Jacques Dutronc Gentleman cambrioleur dans son album de reprise du même nom ; c'est d'ailleurs le fil conducteur de l'album.

### Télévision
- Arsène Lupin, Gentleman cambrioleur, émission de télévision française des années 1970 mettant en vedette George Descrières dans le rôle d'Arsène Lupin.
- FBI : Duo très spécial (White Collar), série américaine mettant en scène un gentleman cambrioleur devenu informateur pour le FBI.
- Kaitou Sentai Lupinranger VS Keisatsu Sentai Patranger, série japonaise  faisant partie de la franchise Super sentai. Les Lupinrangers forment l'escadron des gentlemen cambrioleurs.
- Opération vol, mettant en vedette un gentleman cambrioleur forcé de voler pour le compte d'une agence américaine.
- Lupin, série télévisée produite par Netflix en 2021, mettant en scène un gentleman-cambrioleur inspiré d'Arsène Lupin, incarné par Omar Sy[1].

### Jeux vidéo
- La série Sly Cooper.
- Persona 5, où c'est le thème principal du jeu. Le héros reçoit même Arsène Lupin comme première invocation.

## Personnes réelles
- Bruno Sulak (6 novembre 1955-29 mars 1985) qui n'a jamais utilisé la violence. D'abord légionnaire, comme son père Stanislas Sulak d'origine polonaise, sa vie bascule lorsqu'il déserte de la Légion à la fin des années 1970. Il se lance alors dans les braquages, ce qui lui vaut de recevoir le surnom d'« Arsène Lupin des bijouteries ». Arrêté, il fait de la prison dont il réussit à s'évader. Le 29 mars 1985, il meurt dans des circonstances inconnues lors de sa troisième évasion de la Maison d'arrêt de Fleury-Mérogis lorsque, découvert par une ronde, il saute du deuxième étage de la prison[2].
- Albert Spaggiari (1933-1989) a parfois été comparé à un gentleman cambrioleur à la suite du vol sans violence de la banque de Nice (voir le casse du siècle) et à son évasion rocambolesque.
- Patrick Brice est un ancien truand belfortain spécialisé dans les vols à main armée d'agences bancaires qui sera qualifié plus tard de « roi de l'évasion ». Élégant, réputé pour sa correction (il offre un bouquet de fleurs à une caissière de banque, envoie des cartes postales à la presse locale lors de ses cavales et du champagne aux policiers), il formera avec sa future épouse Laurence un couple médiatisé. Il a écrit son autobiographie pour Denoël éd. (L'Amour à main armée) et fait l'objet d'un film de Rémi Lainé pour France 2 (Un amour en dépit du bon sens (la belle et le braqueur)) en 2001.
- Serge de Lenz (1892-1945)
- Ronnie Biggs (1929-2013)
- Marius Jacob (1879-1954) officie entre 1900 et 1903. Il signe ses cambriolages du nom d'« Attila ».
- Eddie Chapman (1914-1997) est un casseur de coffre anglais opérant dans les gangs de Londres. Grand séducteur, il menace de diffamer des femmes de la haute société londonienne. Emprisonné aux îles Anglo-Normandes (envahies par l’Allemagne durant son incarcération)  il s’enrôle dans les services secrets allemands pour échapper à la prison et devient agent double pour le compte de l’Angleterre, qui lui accordera l'immunité pour ses services rendus durant la guerre.
- René la Canne (1919-2000)